# Propallene ardua
Propallene ardua är en havsspindelart som beskrevs av Stock, J.H. 1975. Propallene ardua ingår i släktet Propallene och familjen Callipallenidae. Inga underarter finns listade i Catalogue of Life.